# Vigna macrorhyncha
Vigna macrorhyncha är en ärtväxtart som först beskrevs av Hermann August Theodor Harms, och fick sitt nu gällande namn av Milne-redh.. Vigna macrorhyncha ingår i släktet vignabönor, och familjen ärtväxter. Inga underarter finns listade i Catalogue of Life.